# هوبر حداد
هوبر حداد (به فرانسوی: Hubert Haddad) زاده ۱۰ مارس ۱۹۴۷ در تونس (شهر)، نویسنده، شاعر و نقاش فرانسوی تونسی‌تبار قرن بیست و یکم فرانسه است

## زندگی‌نامه
هوبر حداد در خانواده‌ای از قوم بربر یهودی زاده شد. پدرش تونسی و مادرش اصالت الجزایری داشت. سه ساله بود که خانواده‌اش به فرانسه مهاجرت کردند و در پاریس مستقر شدند. هوبر کار نویسندگی را در اواخر دههٔ شصت میلادی با انتشار داستان‌های کوتاه در مجلات ادبی شروع کرد. او علاوه بر تألیف چندین رمان و داستان کوتاه، نقاش و تاریخ‌نگار هنر نیز بوده‌است. تابلوهای او در شهرهای مختلف فرانسه و مراکش در معرض دید علاقه‌مندان قرار گرفته‌است. هوبر برای آثار ادبی خود موفق به کسب شش جایزهٔ ادبی شده‌است.
حداد از ۲۰۱۴ عضو هیئت داوران «جایزه فرانسوی‌زبانان پنج قاره» (Prix des cinq continents de la francophonie) است. برخی از آثار او به بیش از ده زبان ترجمه شده‌است.

## آثار مهم
- La Condition magique (برندهٔ جایزهٔ بزرگ SGDL در ۱۹۹۸)
- Palestine (برندهٔ جایزه فرانسوی‌زبانان پنج قاره در ۲۰۰۸ و جایزه رنودو کتاب جیبی در ۲۰۰)
- Le Peintre d'éventail (برندهٔ جایزه prix Louis-Guilloux در ۲۰۱۳)
- La Verseuse du matin (برندهٔ جایزه prix Mallarmé در ۲۰۱۴)